# La rinascita delle scienze religiose
'La rinascita delle scienze religiose' ( in arabo: احياء علوم الدين  , traslitterato nell'alfabeto latino come Iḥyā′ 'Ulūm al-Dīn') è un libro risalente a circa il XII secolo, scritto dal teologo persiano Al-Ghazali.
Il libro è stato scritto in arabo e si basa sull'esperienza religiosa personale dell'autore. È considerata una delle sue opere più importanti e anche una classica introduzione al cammino del pio musulmano verso Dio. Copre originariamente più di 40 volumi, in cui affronta i principi e le pratiche dell'Islam e dimostra come questi possano essere la base di una vita religiosa riflessiva, mantenendo così i livelli più alti del Sufismo . Il libro Kimiya al-Sa'ādat (L'alchimia della felicità) è erroneamente considerato da alcuni una riscrittura più breve di quest'opera. Ghazali affermò di aver scritto La rinascita delle scienze religiose per riflettere la natura della seconda, così come altri scritti teologici.

## Contesto
Ghazali era un discepolo del teologo Al-Juwayni, sotto il quale studiò scienze religiose, comprese giurisprudenza e sharia. Nizam al-Mulk, visir dell'impero selgiuchide , riconobbe l'immenso potenziale di Ghazali come ulema, quindi decise di affidargli la responsabilità della madrasa Nizamiyya a Baghdad. Ghazali, all’apice della sua fama ed erudizione, soffrì di una profonda crisi spirituale e intellettuale, lasciando il suo incarico presso l'istituzione. Compì un lungo viaggio, recandosi a Damasco, Gerusalemme e infine a La Mecca per compiere il suo pellegrinaggio. Durante questo viaggio, Ghazali attraversò una lotta spirituale interiore e fu attratto dal sentiero dei sufi. Questo viaggio influenzò Ghazali a scrivere prima la sua autobiografia e successivamente la sua famosa opera,La rinascita delle scienze religiose, che spiega in dettaglio il misticismo, la teologia, le pratiche e i rituali islamici.

## Struttura e temi
Il libro è diviso in quattro parti, ciascuna delle quali è composta da dieci volumi. Spiega le dottrine e le pratiche dell'Islam e mostra come possono diventare la base di una vita profondamente devota, portando agli stadi più alti del Sufismo o del misticismo . 
- La prima parte affronta la conoscenza e gli elementi della fede.
- La seconda parte riguarda le persone e i problemi sociali.
- La terza e la quarta parte sono dedicate all'anima interiore, dove vengono spiegati prima i vizi che le persone devono padroneggiare per superare, e poi le virtù che dovrebbero sforzarsi di realizzare.

## Influenza dell'opera
Il testo è diventato tra i  libri islamici più letti dopo il Corano e gli Ḥadīth. Il suo grande risultato è stato quello di unire la teologia sunnita ortodossa e il misticismo sufi in un modo utile e comprensibile per guidare tutti gli aspetti della vita e della morte del musulmano. Il libro, inoltre, è stato accolto positivamente dagli ulema e ha esercitato un importate influsso nei secoli successivi.